# 五十銭硬貨
五十銭硬貨（ごじっせんこうか）は、かつて日本で発行された硬貨の額面の一つ。額面である50銭は1円の半分に当たる。発行されたものとしては、旭日竜大型五十銭銀貨・旭日竜小型五十銭銀貨・竜五十銭銀貨・旭日五十銭銀貨・八咫烏五十銭銀貨・小型鳳凰五十銭銀貨・大型五十銭黄銅貨・小型五十銭黄銅貨の8種類が存在するが、このうち八咫烏五十銭銀貨は流通しなかったため、流通したものは7種類である。1円未満であるため1953年（昭和28年）の小額通貨整理法によりいずれも通用停止となっており、現在は法定通貨としての効力を有さない。
明治時代には、一円銀貨や一円紙幣などを「円助」と呼んだのに対し、五十銭銀貨や五十銭紙幣を「半助」と呼ぶ俗称があった。

## 旭日竜大型五十銭銀貨
- 品位：銀80%、銅20%
- 量目：12.5g

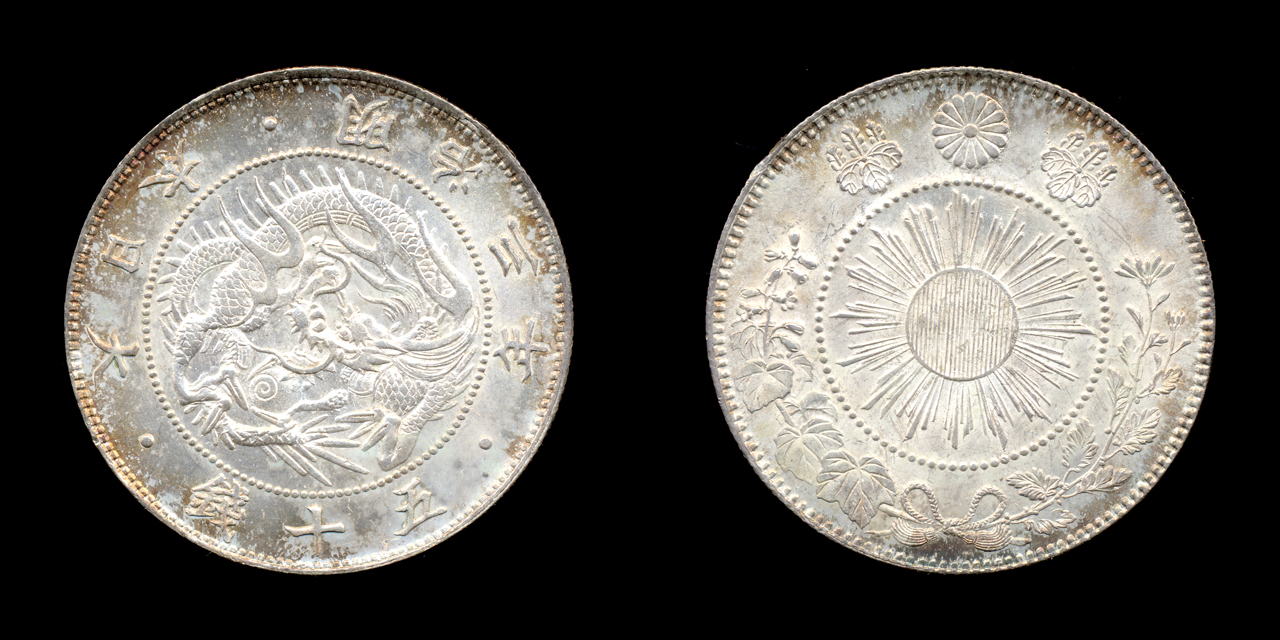
旭日竜大型五十銭銀貨

- 直径：31.515mm（実測32.12mm）
- 図柄：竜図（阿竜）、年号、「大日本」、「五十錢」（表面）、菊花紋章、桐紋、旭日、菊枝と桐枝（裏面）
- 周囲：ギザあり
- 発行開始：1871年（明治4年）（年銘は明治3年）

1871年（明治4年）の新貨条例施行に伴い発行された貨幣の一つ。竜図は元首の象徴とされたことから貨幣の図柄に採用され、金貨・銀貨には口を大きく開けた阿竜が採用され、対して銅貨には吽竜が採用された。品位90%の貿易用一円銀貨に対し、補助銀貨として海外流出を防止する措置として品位を80%に下げ、量目も約7.2%削減されていた。同時に制定・発行された補助銀貨の旭日竜二十銭銀貨・旭日竜十銭銀貨・旭日竜五銭銀貨とは同様のデザインであり、量目も比例関係にある。
明治3年銘と明治4年銘が存在し、明治4年には前期と後期がある。

## 旭日竜小型五十銭銀貨
- 品位：銀80%、銅20%

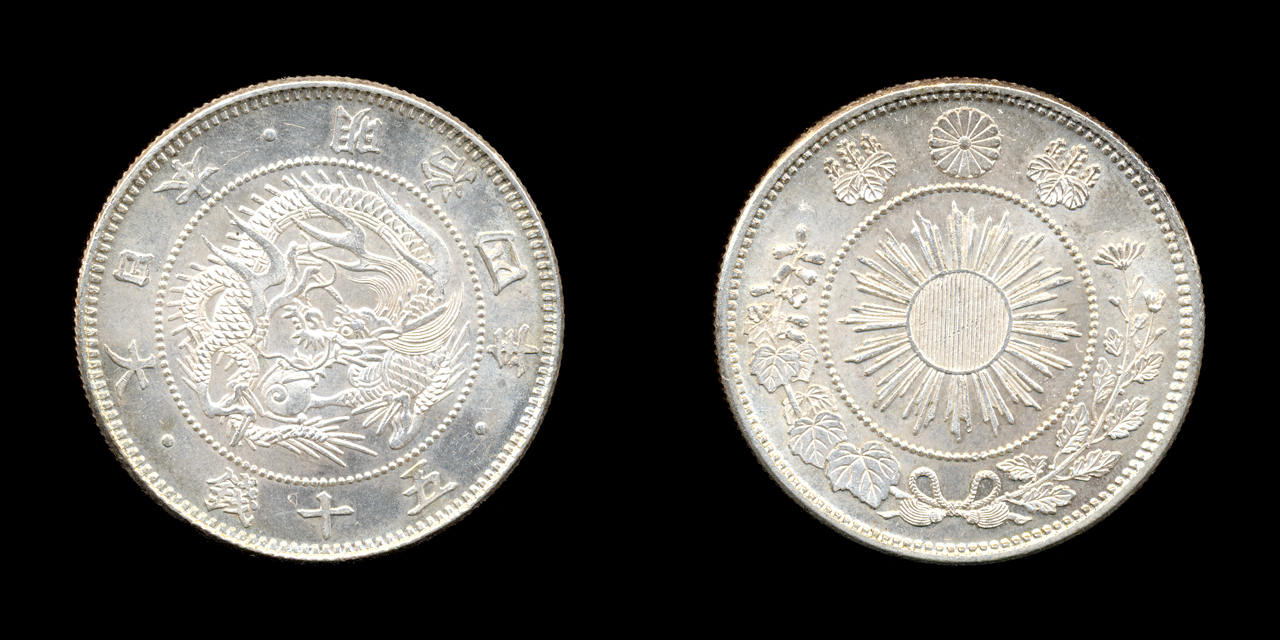
旭日竜小型五十銭銀貨

- 量目：実物12.5g（新貨条例の規定上は13.478g）
- 直径：30.909mm
- 図柄：竜図（阿竜）、年号、「大日本」、「五十錢」（表面）、菊花紋章、桐紋、旭日、菊枝と桐枝（裏面）
- 周囲：ギザあり
- 発行開始：1872年（明治5年）（年銘は明治4年）

1872年（明治5年）11月の新貨条例の改正によるもの。旭日竜大型五十銭銀貨と同一図案で直径も若干縮小したもので、新たに英国から導入した圧印機で最初に製造する硬貨として、この改正に伴い直径を縮小した新しい材質の極印により製造された。新貨条例の規定上は量目が貿易用一円銀貨と比例関係になるように変更されているが、実物は前の旭日竜大型五十銭銀貨と変化がない。またこの改正では二十銭・十銭・五銭についても法律で量目が改正され（二十銭については直径も縮小）、これらの量目も貿易用一円銀貨に比例するように定められたが、これらは製造されなかった。
明治4年銘のみが存在するが、小竜と大竜と呼ばれる手替わりがある。

## 竜五十銭銀貨
- 品位：銀80%、銅20%
- 量目：13.478g
- 直径：30.909mm

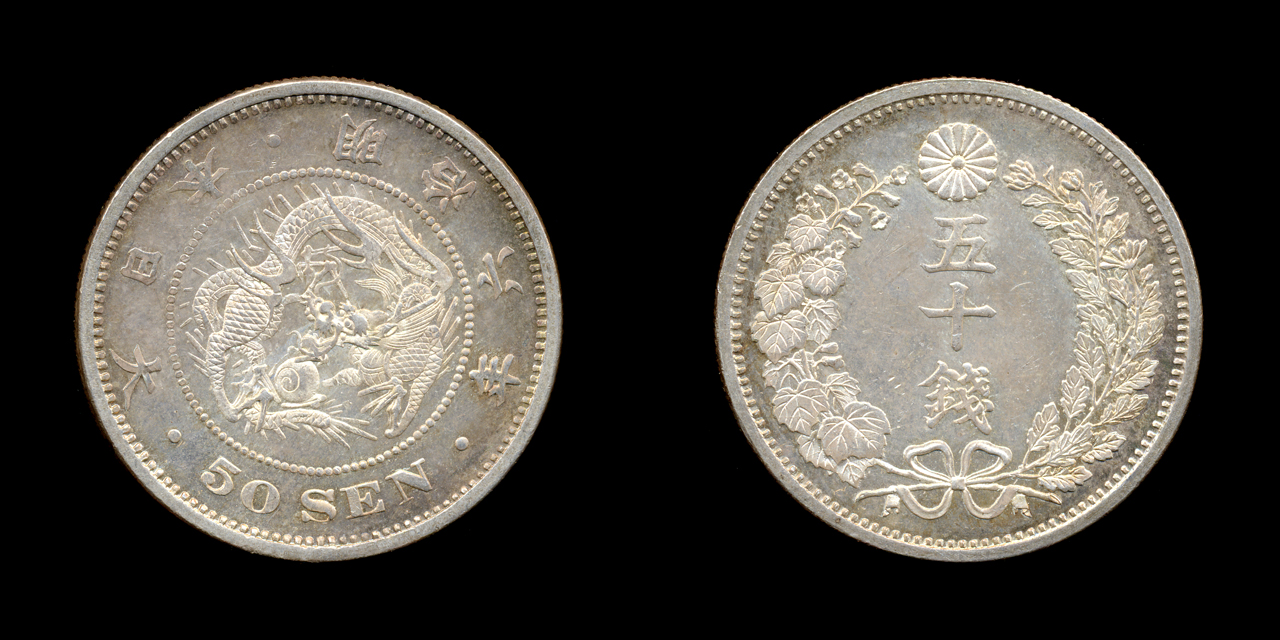
竜五十銭銀貨

- 図柄：竜図（阿竜）、年号、「大日本」、「50SEN」（表面）、菊花紋章、菊枝と桐枝、「五十錢」（裏面）（1897年（明治30年）の貨幣法の制定以降は表裏の呼称が逆）
- 周囲：ギザあり
- 発行開始：1873年（明治6年）

1873年（明治6年）の新貨条例の改正に伴い発行された貨幣。量目は名実共に貿易用一円銀貨と比例関係となっており、直径も旭日竜小型五十銭銀貨と同じとなっている。国際化時代に即応するよう、表面に「50SEN」とアラビア数字とローマ字による額面金額が入っている。同時に制定された竜二十銭銀貨・竜十銭銀貨・竜五銭銀貨とは同様のデザインであり、量目も比例関係にある。
1897年（明治30年）の貨幣法の制定以降も1905年（明治38年）まで発行され続けたが、貨幣法の制定時には形式の変更はなかったものの、表裏の呼称が新貨条例と逆になっている。
年銘としては、明治6・7・9・10・13・18・30～38年銘が存在する。1875年（明治8年）・1878年（明治11年）にも製造されているが、これらに対応する年銘は存在せず、1875年（明治8年）には明治7年以前の年銘及び明治9年銘で、1878年（明治11年）には明治10年銘で製造されている。代表的な手替わりの分類としては明治6年銘の長年、明治9・10・30・31・38年などの年銘の「五十錢」と表記された面のリボンの下切・上切がある。
新貨条例下の発行分は全体の1/10以下と少なくなっており、実質的には最初の明治6年銘と、最後の明治18年銘以外ほとんど発行されていない。明治6年銘が新貨条例下の発行分の80%以上を占め、それ以外の年号は希少で、特に明治13年銘に至っては記録上わずか179枚のみの製造となっており、その年銘の現存数は数枚と推定されている。新貨条例下の竜五十銭銀貨は旧貨幣や明治通宝を回収する役割を担っていたが、十分な量を生産することができず、結局明治通宝の後は改造紙幣と呼ばれる紙幣が使われ、この五十銭銀貨は十分に流通することがなかったようである。一方、1897年（明治30年）制定の貨幣法下では、毎年ある程度コンスタントに製造された。

## 旭日五十銭銀貨
- 品位：銀80%、銅20%
- 量目：10.125g
- 直径：27.272mm

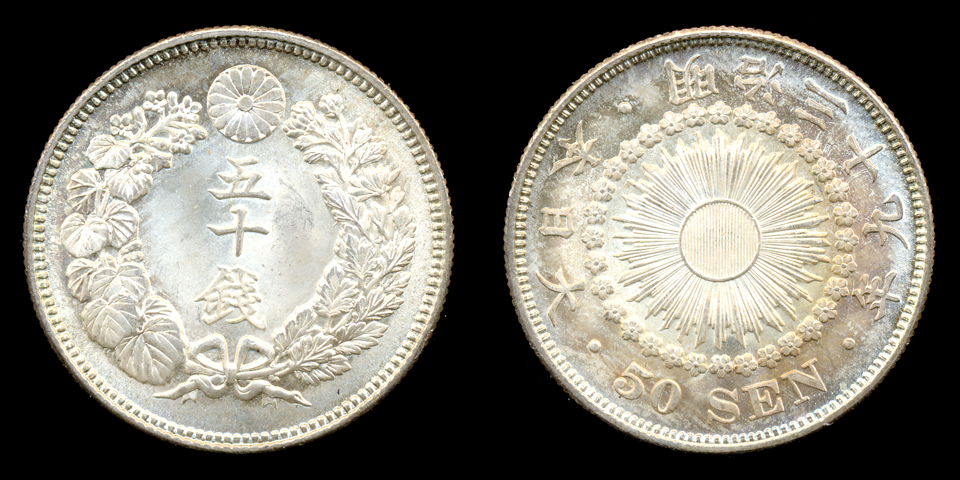
旭日五十銭銀貨

- 図柄：菊花紋章、菊枝と桐枝、「五十錢」（表面）、旭日、桜、年号、「大日本」、「50SEN」（裏面）
- 周囲：ギザあり
- 発行開始：1906年（明治39年）

1906年（明治39年）、貨幣法の改正により五十銭・二十銭・十銭の各銀貨の裏面がデザイン変更され、竜図が廃止され旭日とそれを囲む小さな桜花に変更され、これをもって日本の貨幣の竜図は完全に姿を消した。このとき五十銭・二十銭については、下落傾向にあった銀相場が上昇に転じたことにより鋳潰しの恐れが出たため、量目が約25%減量された（十銭については当初量目削減は行われず明治39年銘として製造され、日銀に引き渡された（発行された）ものの流通せず、1907年（明治40年）に品位を72%に下げて純銀量を他の銀貨に比例させた上で製造・発行され流通している）。
その後、10年余りに渡って発行されたが、1914年（大正3年）から始まった第一次世界大戦の影響で、更に銀価格が暴騰し、銀価格が鋳潰点を上回った1916年（大正6年）を最後に発行が停止され、代わって50銭の法定通貨としては大正小額政府紙幣五十銭券が発行された。
なお発行期間中は全ての年銘が連続して製造されており、元号の変わり目の年の西暦1912年に当たるものも明治45年銘と大正元年銘の両方がある。

## 八咫烏五十銭銀貨（流通せず）
- 品位：銀80%、銅20%
- 量目：6.75g
- 直径：24.848mm

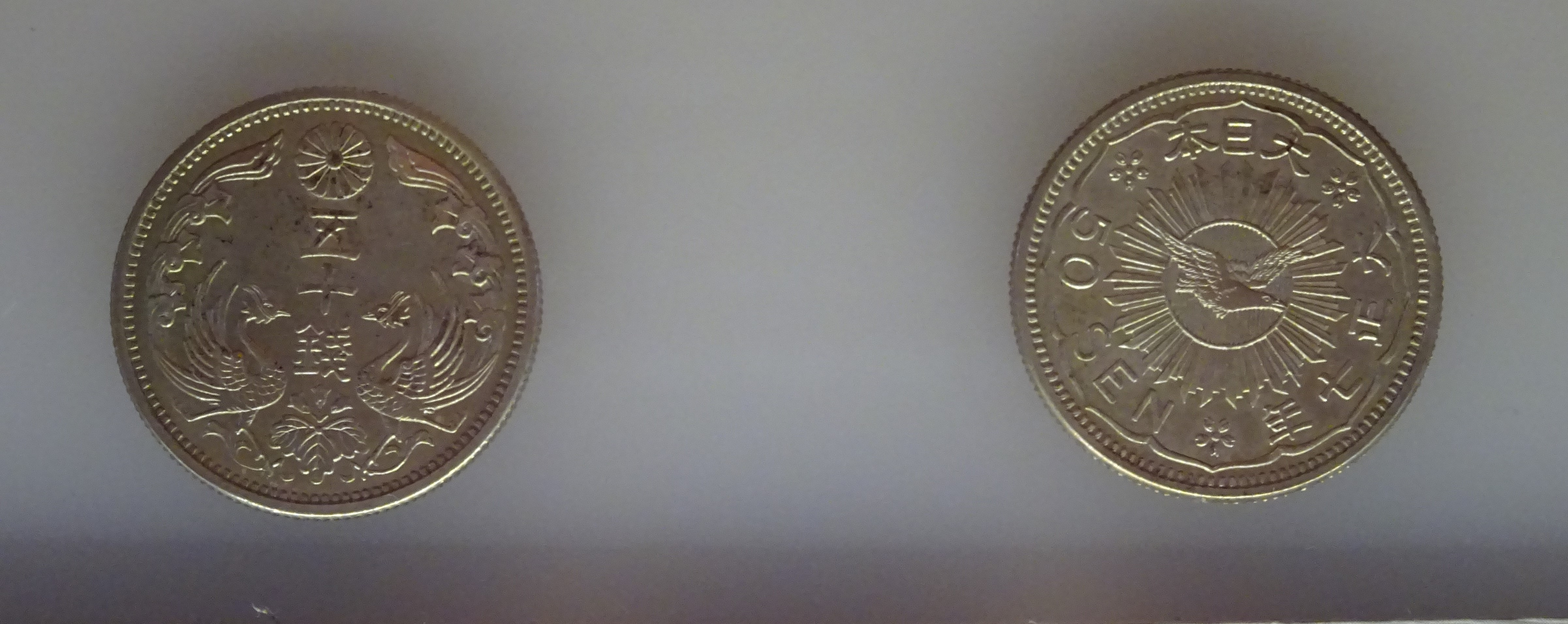
八咫烏五十銭銀貨

- 図柄：菊花紋章、桐紋、鳳凰、「五十錢」（表面）、旭日、桜、八咫烏、八稜鏡、年号、「大日本」、「50SEN」（裏面）
- 周囲：ギザあり
- 発行開始：1918年（大正7年）
- 流通せず

1918年（大正7年）の貨幣法の改正により制定された貨幣。第一次世界大戦の影響による銀価格の暴騰を受け、量目を更に減量させたものである。図案は日本の貨幣において史上初の一般公募によるものとなっており、従来楷書体だった文字に初めて隷書体が採用されている。日銀に引き渡された（発行された）ものの、銀価格の暴騰が止まらず、やはり銀価格が鋳潰点を上回ってしまったため、1919年（大正8年）に製造が中止され、結局市中には流通しないまま、まず1922年（大正11年）に発行済みのものの一部が造幣局に引き揚げられ鋳潰され、残りも1923年（大正12年）7月、9月、10月の3回に分けて造幣局に引き揚げられ、10枚を残して鋳潰された。そのため現存数は非常に少なく、現在では世界の貨幣市場では試鋳貨（Pattern）扱いとされ、古銭商およびオークションで100万円前後のオーダーで取り引きされることがある。

## 小型鳳凰五十銭銀貨
- 品位：銀72%、銅28%
- 量目：4.95g
- 直径：23.5mm

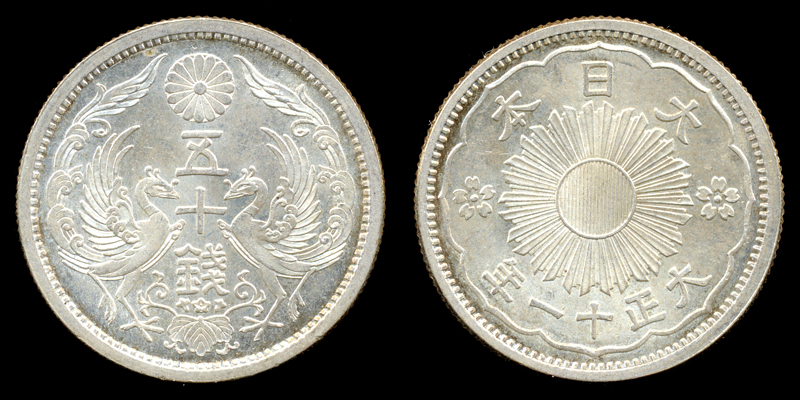
小型鳳凰五十銭銀貨

- 図柄：菊花紋章、桐紋、鳳凰、「五十錢」（表面）、旭日、桜、八稜鏡、年号、「大日本」（裏面）
- 周囲：ギザあり
- 発行開始：1922年（大正11年）

1922年（大正11年）の貨幣法の改正により発行された貨幣。第一次世界大戦後の不況の影響を受け、国際商品相場の暴落に歩調を合わせ、大正10年代に入ると、高騰を続けていた銀価格も安定を見せ始め、それでこの改正では銀貨の量目が更に減量された。このとき制定された銀貨の模様は、八咫烏銀貨の裏面の八咫烏とローマ字表記を除き、表面のデザインも若干修正したもの（文字はやはり隷書体）が採用された。なおこの改正で小型鳳凰二十銭銀貨も同様のデザインで量目を小型鳳凰五十銭銀貨と比例させて制定されたが、こちらは流通用としては製造されず、試作のみとなった。
1938年（昭和13年）までの長年にわたり製造され、流通当時「ギザ」の愛称で親しまれ、桐一銭青銅貨と共に当時の日本国民にとってすっかり浸透した貨幣の一つとなっていた。大正11年銘から昭和13年銘までのうち、製造されなかった（存在しない）年銘は昭和元・2年銘であり、それを除けば大正5種、昭和11種の計16種が存在するが、最終年号の昭和13年銘は製造枚数が少なく貨幣収集用語で「特年」と呼ばれる。
昭和恐慌を経て戦時体制に入り、1938年（昭和13年）の臨時通貨法公布以降、日本では銀貨は一旦発行されなくなり、額面50銭の法定通貨は小額政府紙幣（1938年（昭和13年）発行の富士桜五十銭、のちに1942年（昭和17年）発行の靖国五十銭）に取って代わられ、政府紙幣の靖国五十銭が終戦直後まで発行された。

## 大型五十銭黄銅貨

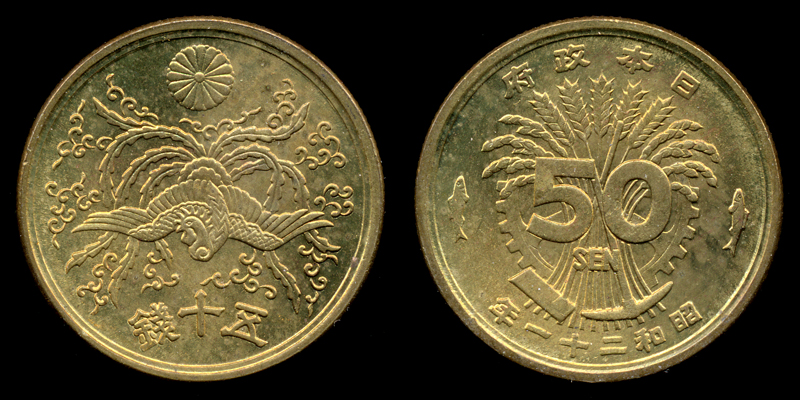
大型五十銭黄銅貨

- 品位：銅60% - 70%、亜鉛40% - 30%
- 量目：4.5g
- 直径：23.5mm
- 図柄：菊花紋章、鳳凰、「五十錢」（表面）、鍬、つるはし、稲、麦、魚、歯車、「日本政府」、年号（裏面）
- 周囲：ギザあり
- 発行開始：1946年（昭和21年）

臨時通貨法による貨幣の一つ。終戦直後、造幣局ではわずかな手持ち資材を使って稲十銭アルミ貨と鳩五銭錫貨を製造していたが、間もなくこの手持ち資材が枯渇する見通しとなり、新たな貨幣材料の確保が課題となっていた。そこで、軍が使用していた薬莢、弾帯、黄銅棒など黄銅の材料が多量に存在することが判明し、1946年（昭和21年）5月から大型五十銭黄銅貨の製造が始まった。
国名表記は稲十銭アルミ貨・鳩五銭錫貨と同様に「日本政府」となっており、文字は隷書体が採用されている。またこの貨幣以降戦後の黄銅貨について、広範囲の組成が許容されているのは、前述のスクラップを素材としたためで、現在の五円硬貨の規定でもその名残でそのままとなっている。
しかし、新円切替直後のこの時期は戦後処理によるインフレーションが激しく、素材価値と額面が接近し、鋳潰しの危険を生じるようになったため、発行翌年の1947年（昭和22年）には小型五十銭黄銅貨に切り替えられた。大型五十銭黄銅貨の年銘としては、昭和21年銘は普通に存在するが、小型五十銭黄銅貨に切り替えられる前の昭和22年銘は日銀に引き渡された（発行された）ものの、ほとんど流通せず鋳潰されたため、昭和22年銘の大型五十銭黄銅貨の現存数は極めて少ない。

## 小型五十銭黄銅貨

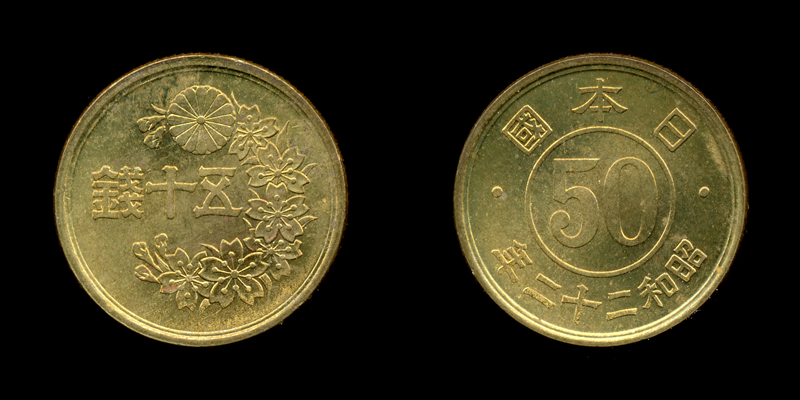
小型五十銭黄銅貨

- 品位：銅60% - 70%、亜鉛40% - 30%
- 量目：2.8g
- 直径：19mm
- 図柄：菊花紋章、桜花の枝、「五十錢」（表面）、「50」、「日本國」、年号（裏面）
- 周囲：ギザあり
- 発行開始：1947年（昭和22年）

臨時通貨法による貨幣の一つ。前述の通り、インフレーションにより黄銅の素材価値が高くなったために前の大型五十銭黄銅貨から直径・量目を縮小し、表裏のデザインも変更して制定したもの。量目は約4割軽量になり、国名表記も「日本政府」から「日本國」に改められた。国名表記として「日本国/日本國」が採用された初の日本の硬貨である。また前の大型五十銭黄銅貨と同様、文字は隷書体が採用されている。製造不良によるエラー硬貨が多く製造され、一時期は大量に出回った。
しかし、更にインフレーションは進行したため、より高額な補助貨幣を必要とする気運となり、1948年（昭和23年）10月から国会議事堂五円黄銅貨及び一円黄銅貨の製造が開始され、同時に小型五十銭黄銅貨の製造が打ち切られた。
50銭の法定通貨については、黄銅貨のままこれ以上縮小すると流通に不便になってしまうため、小型五十銭黄銅貨の製造打ち切り以前から五十銭が硬貨にふさわしくなくなる可能性を考慮して1948年（昭和23年）3月に小額政府紙幣として板垣五十銭券が発行されている。その後、更なるインフレーションによって銭単位の紙幣や硬貨が取引上ほとんど利用されない状態となり、最終的には1953年（昭和28年）に小額通貨整理法が制定され、この時五十銭硬貨を含む銭・厘単位の硬貨・紙幣が全て通用停止となった。

## 未発行貨幣・試鋳貨幣等
表現は異なるが実質的に同一額面の「半円」も含む。
- 半円銀貨（品位：銀80%・銅20%、直径：29.69mm、量目：11.6g） - 明治2年銘の毛彫の試作貨。表面は旭日竜大型五十銭銀貨/旭日竜小型五十銭銀貨と大まかには同一のデザインで額面表記は「半圓」、裏面は中央の旭日を菊紋・桐紋それぞれ8つずつで囲んだものである[3]。またそれと大まかには同様のデザインで明治3年銘の打製の銅製及び錫製の試鋳貨も存在する[3]。
- 五十銭銀貨 - ギザあり。大正7年銘。表面は竜五十銭銀貨及び旭日五十銭銀貨と同様。裏面は旭日とそれを囲む桜花・「大日本」・年号であるが、旭日五十銭銀貨とは異なり、桜花は縁に近い位置にあって半分しか貨幣面に現れておらず、「大日本」・年号の文字が旭日の旭光線に重なっている。
- 小型五十銭背八稜形銀貨（品位：銀60% - 70%・銅40% - 30%、直径：23.61mm、量目：6.8g） - ギザなし。昭和2年銘。表面は小型鳳凰五十銭銀貨と同様。裏面は八稜鏡・桜・「大日本」・年号[4]。
- 小型五十銭背八稜形黄銅貨（品位：銅60% - 70%・亜鉛40% - 30%、直径：23.73mm、量目：5.5g） - ギザなし。昭和2年銘。表裏のデザインは上の貨幣と同様で、黄銅で製作したもの[4]。
- 小型五十銭背稲図銀貨（品位：銀を主成分とするが具体的な組成は不明、直径：24.04mm、量目：7.1g） - ギザなし。昭和2年銘。表面は小型鳳凰五十銭銀貨と同様。裏面は稲図と年号[4]。
- 小型五十銭背稲図黄銅貨（品位：銅60% - 70%・亜鉛40% - 30%、直径：23.95mm、量目：6.1g） - ギザなし。昭和2年銘。表裏のデザインは上の貨幣と同様で、黄銅で製作したもの[4]。
- 五十銭アルミ貨 - ギザあり。昭和13年銘。表裏のデザインは小型鳳凰五十銭銀貨と同様。
- 五十銭アルミ貨（量目：1g） - 昭和22年銘。表裏のデザインは大型五十銭黄銅貨と同様。
- 五十銭アルミ貨 - ギザあり。（量目：1g）-昭和22年銘。表裏のデザインは小型五十銭黄銅貨と同様。